# Пепе Рейна
Хосе́ Мануе́ль «Пе́пе» Ре́йна Па́ес (ісп. José Manuel "Pepe" Reina Páez, МФА: [xoˈse maˈnwel ˈreina ˈpa.eθ], нар. 31 серпня 1982, Мадрид, Іспанія) — іспанський футболіст, воротар «Вільярреала».
Син іспанського футбольного воротаря 1960-х і 1970-х Мігеля Рейна.

## Клубна кар'єра

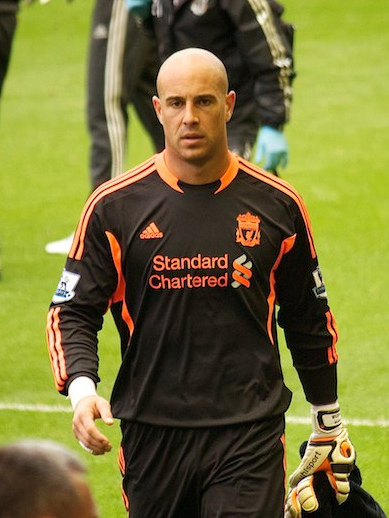
Рейна у складі «Ліверпуля» у 2011 році.

Вихованець футбольної школи «Барселони». З 1999 року почав долучатися до матчів команди дублерів, а в сезоні 2000—01 дебютував у складі головної команди клубу в матчах Прімери. Не зміг закріпитися в основі «Барселони» і сезон 2002—03 розпочав вже у складі іншого представника іспанського елітного дивізіону — «Вільяреала». У новому клубі швидко став основним воротарем.
Впевнена гра Рейни у воротах «Вільяреала» привернула увагу селекціонерів одного з найтитулованіших клубів Англії — «Ліверпуля», до складу якого гравець приєднався перед початком сезону 2005—06. Прийшовши до англійського клубу відразу ж став основним воротарем, усадивши на лаву запасних польського воротаря Єжи Дудека, одного з героїв тріумфального для «Ліверпуля» розіграшу Ліги чемпіонів УЄФА попереднього сезону. 
Перший сезон Рейни у «Ліверпулі» був дуже вдалим і для клубу і для самого гравця — воротар допоміг команді перемогти у розіграші Кубка Англії та Суперкубка Англії, а у матчах чемпіонату встановив новий клубний рекорд — 8 ігор поспіль без пропущених м'ячів. Того ж сезону виграв свою першу «Золоту рукавицю» — приз воротарю англійської Прем'єр-ліги, що провів найбільше «сухих» матчів (без пропущених голів) протягом сезону. Згодом вигравав цей трофей ще два сезони поспіль. «Сухі» матчі стали своєрідною спеціалізацією гравця, у березні 2009 року він довів кількість таких матчів у складі «Ліверпуля» у різних турнірах до 100.
У квітні 2009 воротар уклав з клубом новий контракт, розрахований до 2016 року. 
Сезон 2013/14 провів в оренді в італійському «Наполі», а по завершенні оренди перейшов до мюнхенської «Баварії», з якою 8 серпня 2014 року уклав трирічний контракт. Сезон 2014/15 провів у Мюнхені, але так й не зміг скласти конкуренцію основному воротарю команди Мануелю Ноєру.
23 червня 2015 року повернувся до італійського «Наполі», уклавши трирічний контракт з клубом, в якому знову отримав постійне місце в основному складі.
У травні 2018 року було оголошено, що після завершення контракту з «Наполі» 35-річний воротар приєднався на правах вільного агента до складу «Мілана». У складі «россо-нері» досвідчений іспанець став дублером все ще юного, але вже достатньо досвідченого, Джанлуїджі Доннарумми. Протягом сезону 2018/19 захищав ворота команди лише у 12 матчах, половина з яких припала на ігри Ліги Європи.
13 січня 2020 року на правах піврічної оренди приєднався до «Астон Вілли», де замінив травмованого до кінця сезону 2019/20 основного голкіпера Тома Гітона.
Протягом 2020–2022 років захищав ворота римського «Лаціо», після чого повернувся на батьківщину, де контракт із наддосвідченим голкіпером уклав один із його попередніх клубів, «Вільярреал».

## Виступи у збірних
Почав викликатися до збірних команд Іспанії з рівня юнацької збірної U-17, у складі якої став чемпіоном Європи 1999 року. Згодом також грав за юнацьку U-18 та молодіжну U-21 збірні.
З 2005 року залучається до лав національної збірної своєї країни. Здебільшого виступає дублером основного воротаря національної команди Ікера Касільяса. Учасник чемпіонату світу 2006 року.
У 2008 році у складі національної збірної став чемпіоном Європи, під час фінального турніру континентального чемпіонату провів лише одну гру.
Входив до складу збірної для участі у фінальній частині чемпіонату світу 2010. Безпосередньо під час фінального турніру у Південно-Африканськії Республіці, за результатами якого іспанці уперше в історії вибороли титул чемпіонів світу, перебував у запасі, оскільки незмінним голкіпером команди на турнірі був її капітан Ікер Касільяс.
В аналогічному статусі дублера Касільяса був учасником й двох наступних великих турнірів збірної Іспанії — Євро-2012, на якому іспанці утретє в своїй історії стали континентальними чемпіонами, та чемпіонату світу 2014 року. На першому з цих турнірів провів усі матчі команди на лаві для запасних, а на другому взяв участь в останній грі групового етапу, коли діючі чемпіони світу, програвши дві перші гри турніру, вже втратили шанси на продовження боротьби за захист цього титулу.
До заявки на Євро-2016 Рейна вже не потрапив, але у травні 2018 року 35-річного ветерана було включено до заявки іспанців на тогорічний чемпіонат світу, вже як дублера нового «першого номера» збірної Давіда де Хеа.

## Статистика виступів

### Статистика клубних виступів
Станом на 13 серпня 2020 року
| Сезон                   | Команда                 | Чемпіонат               | Чемпіонат | Чемпіонат | Національний кубок | Національний кубок | Національний кубок | Континентальні кубки | Континентальні кубки | Континентальні кубки | Інші змагання | Інші змагання | Інші змагання | Усього | Усього |
| Сезон                   | Команда                 | Ліга                    | Ігор      | Голів     | Ліга               | Ігор               | Голів              | Ліга                 | Ігор                 | Голів                | Ліга          | Ігор          | Голів         | Ігор   | Голів  |
| ----------------------- | ----------------------- | ----------------------- | --------- | --------- | ------------------ | ------------------ | ------------------ | -------------------- | -------------------- | -------------------- | ------------- | ------------- | ------------- | ------ | ------ |
| 1999–00                 | «Барселона Б»           | СДБ                     | 30        | -46       | -                  | -                  | -                  | -                    | -                    | -                    | -             | -             | -             | 30     | -46    |
| 2000–01                 | «Барселона Б»           | СДБ                     | 11        | -9        | -                  | -                  | -                  | -                    | -                    | -                    | -             | -             | -             | 11     | -9     |
| Усього за «Барселону Б» | Усього за «Барселону Б» | Усього за «Барселону Б» | 44        | -55       |                    | -                  | -                  |                      | -                    | -                    |               | -             | -             | 44     | -55    |
| 2000–01                 | «Барселона»             | ПД                      | 19        | -32       | КІ                 | 7                  | -5                 | ЛЧ+КУЄФА             | 0+7                  | -6                   | -             | -             | -             | 33     | -43    |
| 2001–02                 | «Барселона»             | ПД                      | 11        | -11       | КІ                 | 1                  | -1                 | ЛЧ                   | 4                    | -4                   | -             | -             | -             | 16     | -16    |
| Усього за «Барселону»   | Усього за «Барселону»   | Усього за «Барселону»   | 30        | -43       |                    | 8                  | -6                 |                      | 11                   | -10                  |               | -             | -             | 49     | -59    |
| 2002–03                 | «Вільярреал»            | ПД                      | 33        | -43       | КІ                 | 0                  | -0                 | Інт                  | 4                    | -3                   | -             | -             | -             | 37     | -46    |
| 2003–04                 | «Вільярреал»            | ПД                      | 38        | -49       | КІ                 | 0                  | -0                 | Інт+КУЄФА            | 3+12                 | -1 + -9              | -             | -             | -             | 53     | -59    |
| 2004–05                 | «Вільярреал»            | ПД                      | 38        | -37       | КІ                 | 0                  | -0                 | Інт+КУЄФА            | 8+11                 | -4 + - 6             | -             | -             | -             | 57     | -47    |
| Усього за «Вільяреал»   | Усього за «Вільяреал»   | Усього за «Вільяреал»   | 109       | -129      |                    | 0                  | -0                 |                      | 38                   | -23                  |               | -             | -             | 147    | -152   |
| 2005–06                 | «Ліверпуль»             | ПЛ                      | 33        | -21       | КА+КЛ              | 5+0                | -5                 | ЛЧ                   | 12                   | -6                   | СУ+КЧС        | 1+2           | -1 + -1       | 53     | -34    |
| 2006–07                 | «Ліверпуль»             | ПЛ                      | 35        | -23       | КА+КЛ              | 0+1                | -3                 | ЛЧ                   | 14                   | -10                  | СКА           | 1             | -1            | 51     | -37    |
| 2007–08                 | «Ліверпуль»             | ПЛ                      | 38        | -28       | КА+КЛ              | 0+2                | -2                 | ЛЧ                   | 14                   | -12                  | -             | -             | -             | 54     | -42    |
| 2008–09                 | «Ліверпуль»             | ПЛ                      | 38        | -28       | КА+КЛ              | 2+0                | -2                 | ЛЧ                   | 11                   | -12                  | -             | -             | -             | 51     | -42    |
| 2009–10                 | «Ліверпуль»             | ПЛ                      | 38        | -35       | КА+КЛ              | 1+0                | -1                 | ЛЧ+ЛЄ                | 5+8                  | -5 + -7              | -             | -             | -             | 52     | -48    |
| 2010–11                 | «Ліверпуль»             | ПЛ                      | 38        | -43       | КА+КЛ              | 1+0                | -1                 | ЛЄ                   | 11                   | -5                   | -             | -             | -             | 50     | -49    |
| 2011–12                 | «Ліверпуль»             | ПЛ                      | 34        | -35       | КА+КЛ              | 5+7                | -6 + - 6           | -                    | -                    | -                    | -             | -             | -             | 46     | -47    |
| 2012–13                 | «Ліверпуль»             | ПЛ                      | 31        | -34       | КА+КЛ              | 0                  | -0                 | ЛЄ                   | 8                    | -9                   | -             | -             | -             | 39     | -43    |
| Усього за «Ліверпуль»   | Усього за «Ліверпуль»   | Усього за «Ліверпуль»   | 285       | -247      |                    | 24                 | -26                |                      | 83                   | -66                  |               | 4             | -3            | 396    | -342   |
| 2013–14                 | «Наполі»                | A                       | 30        | -29       | КІ                 | 4                  | -4                 | ЛЧ+ЛЄ                | 5+4                  | -9 + -4              | -             | -             | -             | 43     | -46    |
| 2014–15                 | «Баварія»               | БЛ                      | 3         | -0        | КН                 | 0                  | -0                 | ЛЧ                   | 0                    | -0                   | СКН           | 0             | -0            | 3      | -0     |
| 2015–16                 | «Наполі»                | A                       | 37        | -29       | КІ                 | 2                  | -2                 | ЛЄ                   | 5                    | -3                   | -             | -             | -             | 44     | -34    |
| 2016–17                 | «Наполі»                | A                       | 37        | -38       | КІ                 | 3                  | -5                 | ЛЧ                   | 8                    | -14                  | -             | -             | -             | 48     | -57    |
| 2017–18                 | «Наполі»                | A                       | 37        | -29       | КІ                 | 0                  | -0                 | ЛЧ+ЛЄ                | 8+2                  | -11 + -3             | -             | -             | -             | 47     | -43    |
| Усього за «Наполі»      | Усього за «Наполі»      | Усього за «Наполі»      | 141       | -125      |                    | 9                  | -11                |                      | 32                   | -44                  |               | -             | -             | 182    | -180   |
| 2018–19                 | «Мілан»                 | A                       | 4         | -5        | КІ                 | 2                  | -1                 | ЛЄ                   | 6                    | -9                   | СІ            | 0             | 0             | 12     | -15    |
| 2019-січ. 2020          | «Мілан»                 | A                       | 1         | -1        | КІ                 | 0                  | 0                  | -                    | -                    | -                    | -             | -             | -             | 1      | -1     |
| Усього за «Мілан»       | Усього за «Мілан»       | Усього за «Мілан»       | 5         | -6        |                    | 2                  | -1                 |                      | 6                    | -9                   |               | 0             | 0             | 13     | -16    |
| січ.-черв. 2020         | «Астон Вілла»           | ПЛ                      | 12        | -20       | КА+КЛ              | 0                  | 0                  | -                    | -                    | -                    | -             | -             | -             | 12     | -20    |
| 2020–21                 | «Лаціо»                 | A                       | 29        | -41       | КІ                 | 1                  | -3                 | ЛЧ                   | 7                    | -12                  | -             | -             | -             | 37     | -56    |
| 2021–22                 | «Лаціо»                 | A                       | 15        | -29       | КІ                 | 2                  | -4                 | ЛЄ                   | 0                    | 0                    | -             | -             | -             | 17     | -33    |
| Усього за Lazio         | Усього за Lazio         | Усього за Lazio         | 44        | -70       |                    | 3                  | -7                 |                      | 7                    | -12                  |               | 0             | 0             | 54     | -89    |
| 2022–23                 | «Вільярреал»            | ПД                      | 0         | 0         | КІ                 | 0                  | 0                  | ЛК                   | 1                    | -2                   | -             | -             | -             | 1      | -2     |
| Усього за Villarreal    | Усього за Villarreal    | Усього за Villarreal    | 109       | -129      |                    | 0                  | 0                  |                      | 39                   | -25                  |               | -             | -             | 148    | -154   |
| Усього за кар'єру       | Усього за кар'єру       | Усього за кар'єру       | 674       | -695      |                    | 44                 | -49                |                      | 178                  | -166                 |               | 4             | -3            | 899    | -912   |

### Статистика виступів за збірну
| Дата       | Місто                       | Господарі            | Результат | Гості             | Турнір             | Голи | Примітки |
| ---------- | --------------------------- | -------------------- | --------- | ----------------- | ------------------ | ---- | -------- |
| 17-8-2005  | Хіхон                       | Іспанія              | 2 – 0     | Уругвай           | товариський матч   | -    |          |
| 3-9-2005   | Сантандер                   | Іспанія              | 2 – 1     | Канада            | товариський матч   | -1   |          |
| 7-6-2006   | Женева                      | Хорватія             | 1 – 2     | Іспанія           | товариський матч   | -1   | 46'      |
| 15-8-2006  | Рейк'явік                   | Ісландія             | 0 – 0     | Іспанія           | товариський матч   | -    |          |
| 11-10-2006 | Мурсія                      | Іспанія              | 2 – 1     | Аргентина         | товариський матч   | -1   |          |
| 6-6-2007   | Вадуц                       | Ліхтенштейн          | 0 – 2     | Іспанія           | Відбір до ЧЄ 2008  | -    |          |
| 22-8-2007  | Салоніки                    | Греція               | 2 – 3     | Іспанія           | товариський матч   | -2   |          |
| 17-10-2007 | Гельсінкі                   | Фінляндія            | 0 – 0     | Іспанія           | товариський матч   | -    |          |
| 21-11-2007 | Лас-Пальмас-де-Гран-Канарія | Іспанія              | 1 – 0     | Північна Ірландія | Відбір до ЧЄ 2008  | -    |          |
| 18-6-2008  | Зальцбург                   | Греція               | 1 – 2     | Іспанія           | ЧЄ 2008 - 1-й етап | -1   |          |
| 20-8-2008  | Копенгаген                  | Данія                | 0 – 3     | Іспанія           | товариський матч   | -    | 75'      |
| 19-11-2008 | Віла-Реал (Іспанія)         | Іспанія              | 3 – 0     | Чилі              | товариський матч   | -    | 46'      |
| 11-2-2009  | Севілья                     | Іспанія              | 2 – 0     | Англія            | товариський матч   | -    | 46'      |
| 9-6-2009   | Баку                        | Азербайджан          | 0 – 6     | Іспанія           | товариський матч   | -    | 46'      |
| 20-6-2009  | Блумфонтейн                 | Іспанія              | 2 – 0     | ПАР               | Кубок Конфедерацій | -    |          |
| 12-8-2009  | Скоп'є                      | Північна Македонія   | 2 – 3     | Іспанія           | товариський матч   | -2   | 65'      |
| 10-10-2009 | Єреван                      | Вірменія             | 1 – 2     | Іспанія           | Відбір до ЧС 2010  | -1   |          |
| 14-11-2009 | Мадрид                      | Іспанія              | 2 – 1     | Аргентина         | товариський матч   | -    | 89'      |
| 18-11-2009 | Відень                      | Австрія              | 1 – 5     | Іспанія           | товариський матч   | -    | 46'      |
| 3-6-2010   | Інсбрук                     | Іспанія              | 1 – 0     | Південна Корея    | товариський матч   | -    | 46'      |
| 7-9-2010   | Буенос-Айрес                | Аргентина            | 4 – 1     | Іспанія           | товариський матч   | -3   | 46'      |
| 4-6-2011   | Фоксборо (Массачусетс)      | США                  | 0 – 4     | Іспанія           | товариський матч   | -    | 76'      |
| 2-9-2011   | Санкт-Галлен                | Іспанія              | 3 – 2     | Чилі              | товариський матч   | -    | 46'      |
| 12-11-2011 | Лондон                      | Англія               | 1 – 0     | Іспанія           | товариський матч   | -1   | 46'      |
| 30-5-2012  | Берн                        | Іспанія              | 4 – 1     | Південна Корея    | товариський матч   | -1   | 81'      |
| 15-8-2012  | Баямон (Пуерто-Рико)        | Пуерто-Рико          | 1 – 2     | Іспанія           | товариський матч   | -1   | 71'      |
| 8-6-2013   | Маямі-Ґарденс               | Іспанія              | 2 – 1     | Гаїті             | товариський матч   | -1   | 46'      |
| 20-6-2013  | Ріо-де-Жанейро              | Іспанія              | 10 – 0    | Таїті             | Кубок Конфедерацій | -    |          |
| 10-9-2013  | Женева                      | Іспанія              | 2 – 2     | Чилі              | товариський матч   | -    | 59'      |
| 15-11-2013 | Малабо                      | Екваторіальна Гвінея | 1 – 2     | Іспанія           | товариський матч   | -1   |          |
| 19-11-2013 | Йоганнесбург                | ПАР                  | 1 – 0     | Іспанія           | товариський матч   | -    | 81'      |
| 30-5-2014  | Севілья                     | Іспанія              | 2 – 0     | Болівія           | товариський матч   | -    |          |
| 23-6-2014  | Куритиба                    | Австралія            | 0 – 3     | Іспанія           | ЧС 2014 - 1-й етап | -    |          |
| 15-11-2016 | Лондон                      | Англія               | 2 – 2     | Іспанія           | товариський матч   | -2   | кап.     |
| 6-5-2017   | Мурсія                      | Іспанія              | 2 – 2     | Колумбія          | товариський матч   | -2   |          |
| 9-10-2017  | Єрусалим                    | Ізраїль              | 0 – 1     | Іспанія           | Відбір до ЧС 2018  | -    |          |
| Усього     |                             | Матчів               | 36        |                   | Голів              | -21  |          |

## Досягнення
«Вільярреал»
- Володар Кубка Інтертото (2): 2003, 2004

«Ліверпуль»
- Володар Суперкубка УЄФА: 2005
- Володар Кубка Англії: 2006
- Володар Суперкубка Англії: 2006
- Володар Кубка Футбольної ліги: 2012

«Наполі»
- Володар Кубка Італії: 2014

«Баварія»
- Чемпіон Німеччини: 2015

Збірна Іспанії
- Чемпіон світу: 2010
- Чемпіон Європи: 2008, 2012
- Чемпіон Європи (U-16): 1999

Особисті
- Золота рукавиця Прем'єр-ліги: 2005–2006, 2006–2007, 2007–2008